# Museum Sint-Janshospitaal (Brugge)

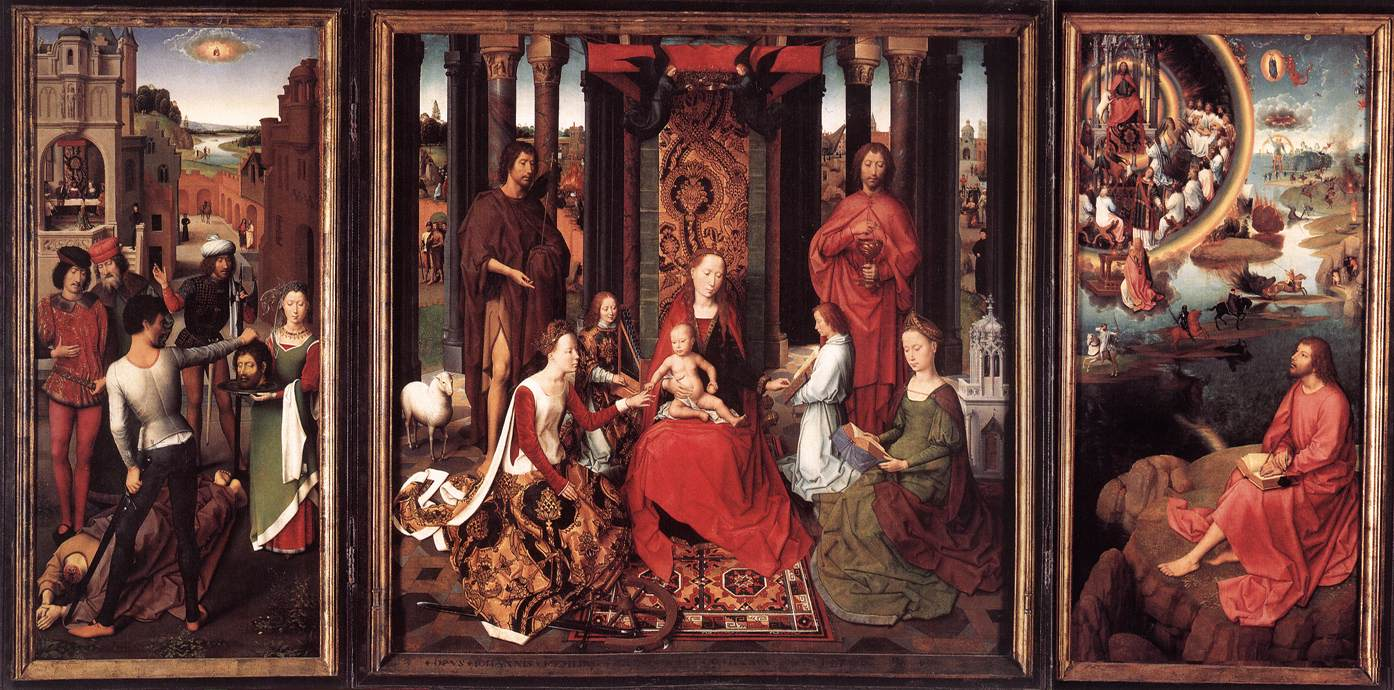
Altaarstuk van Johannes de Doper en Johannes de Evangelist

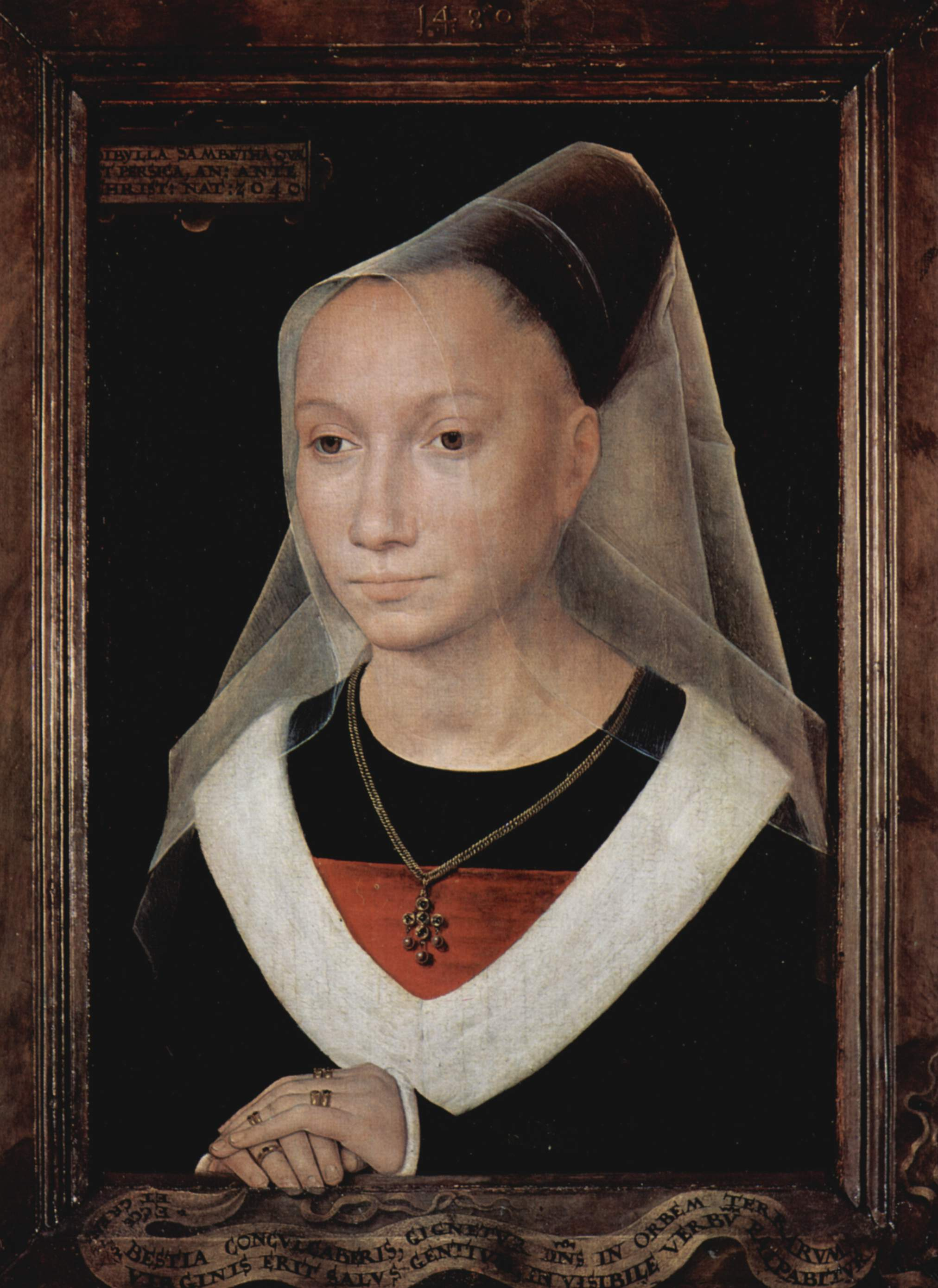
Het 'Sybilla Sambetha'-portret

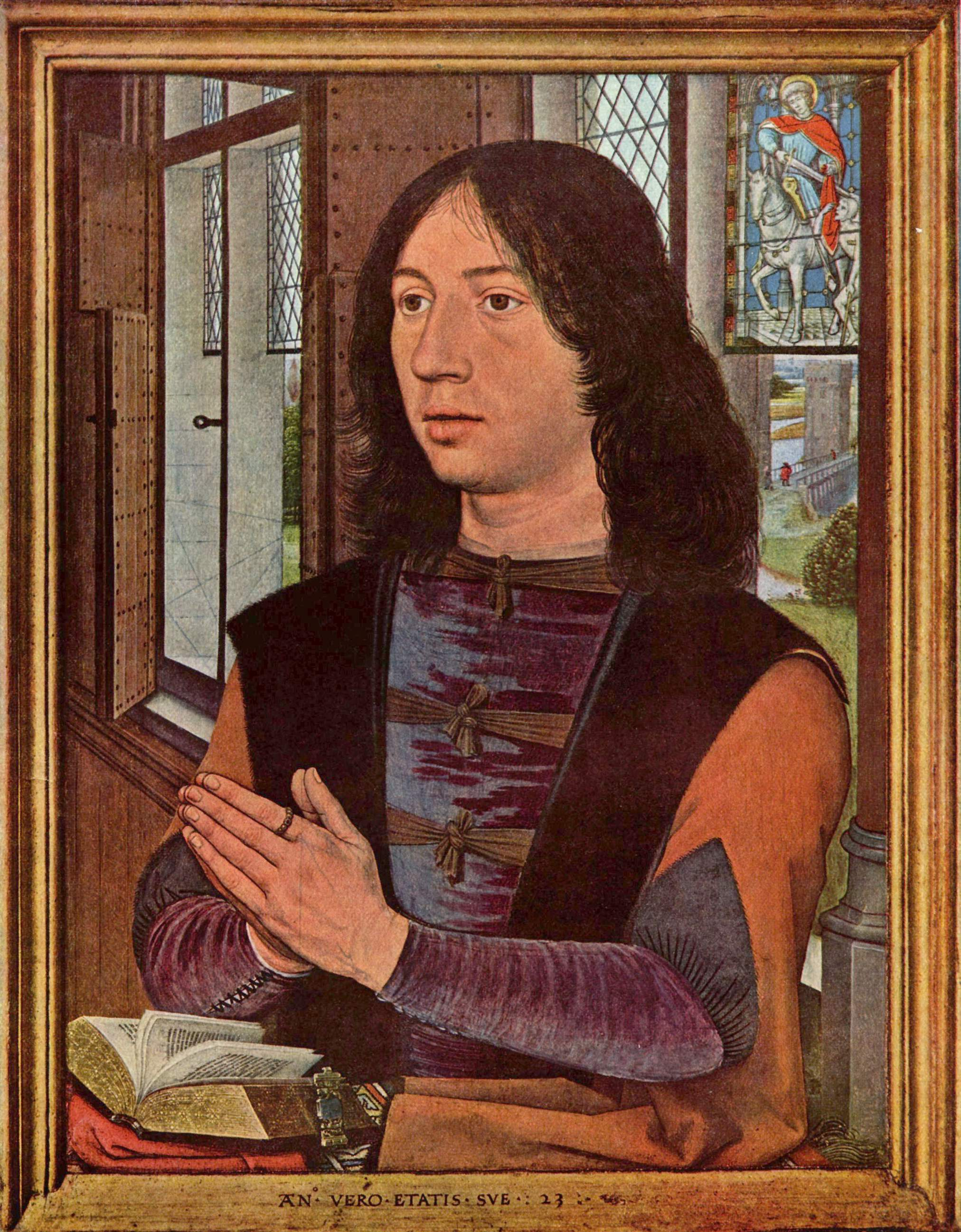
Portret van Martinus van Nieuwenhove

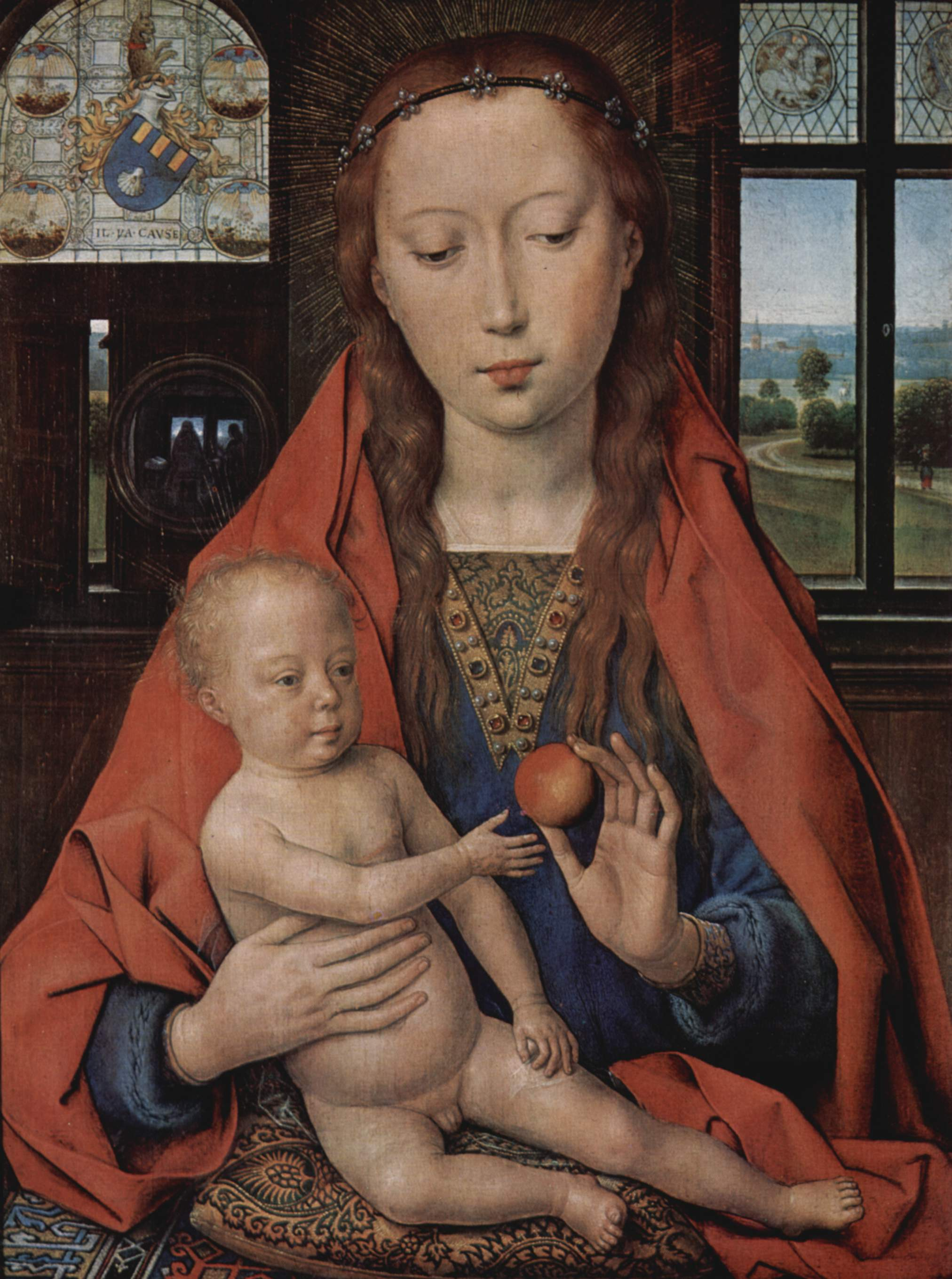
Madonna, diptiek met de Maarten van Nieuwenhove

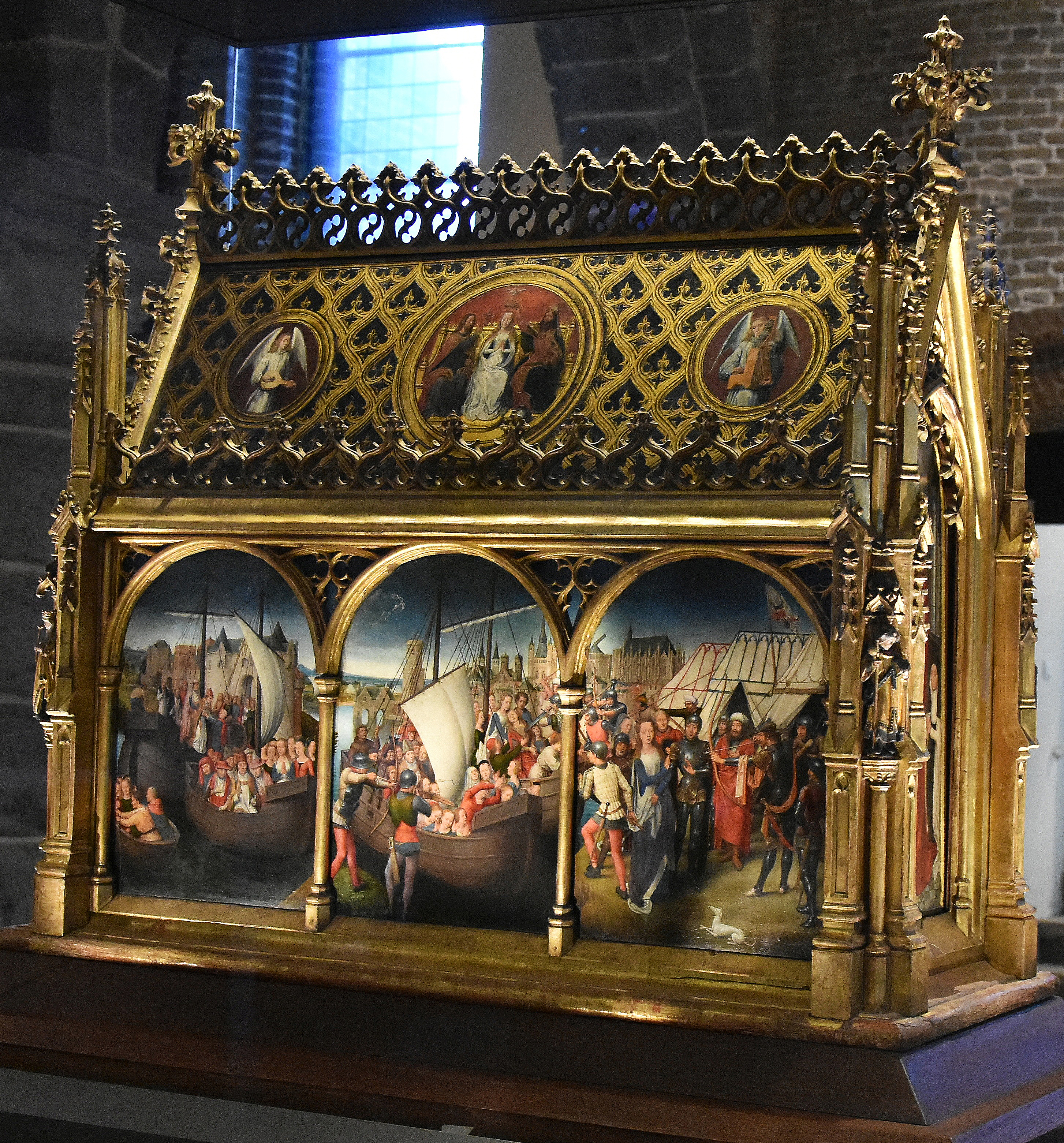
Het schrijn van Sint Ursula

Het Museum Sint-Janshospitaal is een Brugs museum dat onder meer is gewijd aan de werken van Hans Memling. Het is gevestigd in het Sint-Janshospitaal.

## Geschiedenis
Ook al werden de werken van Hans Memling in beperkte kring hooggeschat, waren ze in de 18de en begin 19de eeuw over het algemeen sterk ondergewaardeerd. Het is pas tegen het einde van de negentiende eeuw dat, onder impuls van enkele gezaghebbende critici, de Vlaamse Primitieven over het algemeen en Hans Memling in het bijzonder opnieuw hoge waardering kregen.
In het Sint-Janshospitaal was men al lang overtuigd van de hoge waarde die men aan de enkele werken moest toekennen die sinds hun ontstaan, eigendom waren gebleven van de kloostergemeenschap of van het hospitaal. Ze werden dan ook steeds, ook zonder dat er formeel een museum bestond, aan kunstkenners getoond.
Toen rond het midden van de negentiende eeuw de ziekenzorg binnen het Sint-Janshospitaal zich verplaatste naar de nieuwgebouwde ziekenzalen, kreeg de middeleeuwse vleugel andere invullingen. Het eerste vooruitzicht was dat deze "ongezonde gebouwen" zouden worden gesloopt, maar dit ging niet door. De grote ziekenzaal werd hoofdzakelijk benut als kapittelzaal voor de toen nog talrijke kloostercongregatie. Ze werd tevens gebruikt voor het organiseren van concerten, bijeenkomsten en medische congressen. De kerk werd tot in 1984 gebruikt zowel door de kloosterzusters, als voor de uitvaarten van in het ziekenhuis overleden patiënten en (tot in 1977) voor het dopen van in de materniteit geboren kinderen. In het voormalige broederklooster bleef, eveneens tot in 1977, de apotheek van het hospitaal gehuisvest, naast de 'voogdenkamer', waar de bijeenkomsten van het hospitaalbestuur eeuwenlang werden gehouden.
Ondertussen werd in de voormalige kapittelzaal van het klooster in 1939 een permanent museum van de Memlings ingericht, dat in 1939 door koning Leopold III werd ingehuldigd. Deze locatie werd in de jaren vijftig ingeruild voor een deel van de grote middeleeuwse zalen.
In 1984 werden de Memlings opnieuw verhuisd, ditmaal naar de kerk van het hospitaal, waar in 1984 de kerkelijke diensten waren stopgezet. Meteen werden de Memlings in een omvangrijker geheel opgenomen, aangezien de middeleeuwse ziekenzalen eveneens aan een bestendige museale functie werden gewijd, om er delen uit de collectie van het Sint-Janshospitaal in te exposeren. Ook het voormalige broederklooster met apotheek en kruidentuin werd in het museumcircuit opgenomen.
In december 2023 kreeg het Sint-Janshospitaal een nieuwe rol als "Museum Sint-Janshospitaal". Dit museum combineert historische kunst van Hans Memling met hedendaagse werken van artiesten als Berlinde De Bruyckere. Bezoekers kunnen in dit unieke museum de evolutie van zorg en gastvrijheid door de eeuwen heen ervaren. De collectie van Memling, aangevuld met moderne kunst, biedt een intrigerende blik op het samenspel tussen historische en hedendaagse kunst.

## Tentoonstellingen
- 2019: De Mena, Murillo en Zurbarán. Meesters van de Spaanse Barok
- 2020: Memling Now: Hans Memling in de actuele kunst
- 2021: Mind the artist: SEADS
- 2022: Otobong Nkanga. Underneath the Shade We Lay Grounded
- 2022: Oog in oog met de Dood. Hugo van der Goes, oude meesters, nieuwe blikken